# Agriocnemis pieris
Agriocnemis pieris – gatunek ważki z rodziny łątkowatych (Coenagrionidae).